# Lucius Valerius Maximus Basilius (consul en 327)
Pour les articles homonymes, voir Lucius Valerius Maximus Basilius.
Lucius Valerius Maximus Basilius (fl. 327-337) est un homme politique de l'Empire romain.

## Vie
Fils de Lucius Valerius Maximus Basilius.
Il est consul en 327 et préfet de la Ville de Rome en 327-337.
Il s'est marié deux fois, la première avec Septimia, fille de Septimius Bassus, et la deuxième avec Vulcacia, fille de Neratius Junius Flavianus et de sa femme Vulcacia. Il eut du premier mariage Lucius Valerius Septimius Bassus, et il eut du deuxième mariage Valerius Maximus Basilius et Valeria, femme de Rufius Maecius Placidus, consularis vir en 370, fils de Postumius Rufius Festus Avienus et de sa femme Maecia Placida.